# Csanytelek
Csanytelek é um município da Hungria, situado no condado de Csongrád-Csanád. Tem 34,71 km² de área e sua população em 2019 foi estimada em 2.498 habitantes.